# 33834 Hannahkaplan
33834 Hannahkaplan este o planetă minoră (asteroid), cu un diametru de 5,725 km, din centura de asteroizi. A fost descoperită pe 12 martie 2000 la Stația Anderson Mesa de Lowell Observatory Near-Earth-Object Search. 
Obiectul prezintă o orbită caracterizată de o semiaxă mare de 2,6918799 UAi, o excentricitate de 0,19, o înclinație de 11,67233 ° în raport cu ecliptica.